# گیره مکانیکی
گیره (به انگلیسی: vise) ابزاری مکانیکی برای محکم نگهداشتن قطعه کار به منظور انجام کارهایی مانند سوهان زدن، سوراخ کردن و بریدن با اره، پرس قطعه و شبیه به اینهاست. گیره مکانیکی، بر اساس یک مکانیزم پیچ و مهره در ابعاد بزرگ یا ریل‌دنده کار می‌کند. گیره مکانیکی دارای ۲ فک است. یک فک ثابت و یک فک قابل تنظیم که روی ریل یا ریل‌دنده توسط نیروی دستگیره و پیچ قادر به حرکت است. قطعه کار بین ۲ فک قرار گرفته و توسط جلو راندن فک قابل تنظیم، محکم می‌شود. گیره‌های مکانیکی دارای انواع و اندازه‌های مختلفی هستند. گیره‌های دستی روی میز کارگاه به‌صورت ثابت بسته نمی‌شوند. اما گیره‌های میزی با پیچ روی میز بسته شده و جای ثابتی دارند. گیره‌های میزی و گیره‌های ماشین ابزار معمولاً از چدن ساخته می‌شوند. غالباً برای آنکه اثر فکها روی قطعه کار باقی نماند؛ فکها را پوشش آلومینیم می‌دهند. گیره مکانیکی از مهمترین ابزار هر کارگاه نجاری و آهنگری و تقریباً همه کارگاه‌های صنعتی است.

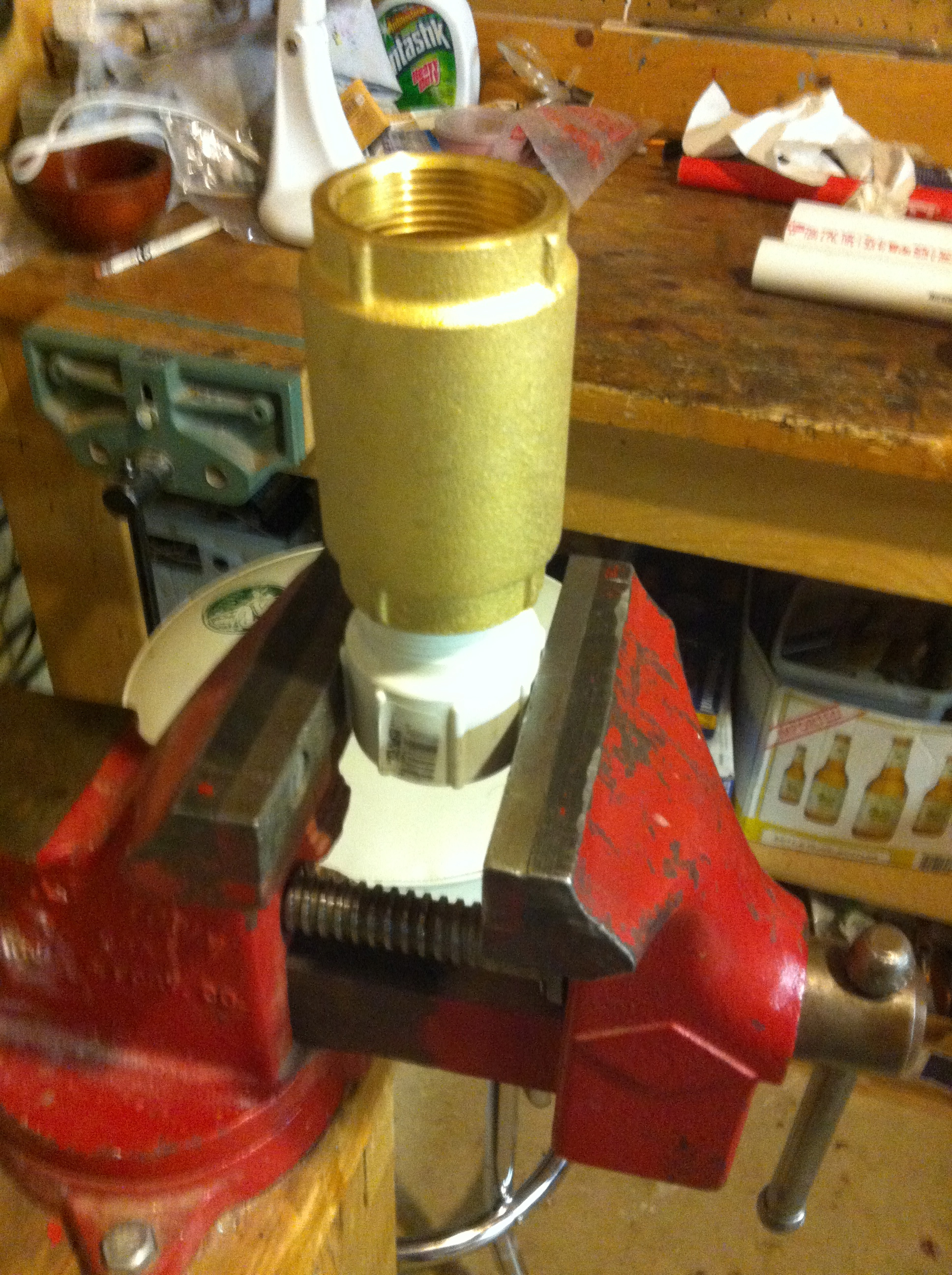
برای تعمیر شیری یک‌طرفه با گیره نگه داشته شده است.